# باردريس
بارديريس هي مدينة من مدن هايتي. يبلغ عدد سكانها 31,689 نسمة وذلك حسب إحصائيات سنة 2003. يبلغ ارتفاع المدينة عن سطح البحر قرابة 91 متر.